# Badumna scalaris
Badumna scalaris är en spindelart som först beskrevs av Ludwig Carl Christian Koch 1872.  Badumna scalaris ingår i släktet Badumna och familjen Desidae. Inga underarter finns listade.